# سموستین
سموستین (انگلیسی: Semustine) یک ترکیب نیتروز اوره آلکیله‌کننده است که در شیمی‌درمانی انواع گوناگون تومورها استفاده می‌شود. به دلیل ویژگی چربی دوست، سموستین می‌تواند برای شیمی‌درمانی تومورهای مغزی از سد خونی مغزی عبور کند، جایی که با تکثیر DNA در سلول‌های تومور که به سرعت تقسیم می‌شوند، تداخل ایجاد می‌کند. سموستین، درست مانند لوموستین، به صورت خوراکی تجویز می شود. شواهدی پیدا شده است که درمان با سموستین می‌تواند باعث لوسمی حاد به عنوان یک اثر تاخیری در موارد بسیار نادر شود.